# Metatheria
A Metatheria az emlősök osztályának egy csoportja, melybe a ma élő erszényesek és kihalt rokonaik tartoznak. A Metatheria nevet gyakran használják az erszényesek (Marsupialia) szinonimájaként, helytelenül, hiszen az erszényesek csak egy része a csoportnak. Az Eutheria csoporttal együtt alkotja az elevenszülő emlősök (Theria) alosztályát, amelybe a tojásrakó emlősökön kívül az összes emlős beletartozik.